# HMS Glasgow (1909)
HMS Glasgow (Корабль Его Величества «Глазго») — британский бронепалубный крейсер типа «Бристоль». Шестой корабль Королевского флота, носивший это название.

## Служба
К началу Первой мировой войны патрулировал вблизи побережья Южной Америки. 16 августа 1914 года захватил германское торговое судно Catherina.

### Сражение при Коронеле
1 ноября 1914 года в составе эскадры Крэдока принял участие в сражении при Коронеле. Британская эскадра (броненосные крейсера «Гуд Хоуп» и «Монмут», лёгкий крейсер «Глазго», вспомогательный крейсер «Отранто») вступила в бой в германской Восточно-азиатской крейсерской эскадрой вице-адмирала, графа фон Шпее. Британцы потеряли два броненосных крейсера. «Глазго» и «Отранто» сумели уйти.

### Фолклендский бой
8 декабря 1914 года крейсер, включённый в состав сильного британского соединения, вновь встретился с кораблями фон Шпее. В ходе разыгравшегося боя немцы потеряли два броненосных и два лёгких крейсера. Скрыться удалось лишь крейсеру «Дрезден» и госпитальному судну.

### Потопление «Дрездена»

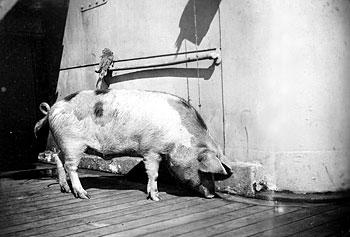
Свинья Его Величества «Тирпиц»

14 марта 1915 года «Глазго» совместно с крейсером «Кент» блокировал «Дрезден» в бухте острова Робинзон-Крузо. После короткой перестрелки немецкий крейсер, практически исчерпавший запасы топлива и боеприпасов, поднял белый флаг и выслал лейтенанта Канариса в качестве парламентера. Пауза, вызванная переговорами, позволила команде покинуть корабль. В 11 часов снова был поднят стеньговой флаг, открыты кингстоны и в 11:15 крейсер затонул. Вскоре один из матросов «Глазго» услышал доносившийся из воды поросячий визг. Британские моряки приютили поднятую на борт свинью, некогда обитавшую на германском крейсере. Животное получило шуточное имя «Тирпиц» — в насмешку над знаменитым германским адмиралом Тирпицем.

### 1915—1918
В 1915 году крейсер перешёл на Средиземное море. В 1917 году включён в состав 8-й эскадры лёгких крейсеров, действовавшей в Адриатике. В начале 1917 года совместно с «Аметист» патрулировал побережье Бразилии.

### После войны
После войны недолго служил учебным кораблём кочегаров. В 1922 году продан. Разобран в 1927 году.